# Agaporomorphus grandisinuatus
Agaporomorphus grandisinuatus är en skalbaggsart som beskrevs av K. B. Miller 2001. Agaporomorphus grandisinuatus ingår i släktet Agaporomorphus och familjen dykare. Inga underarter finns listade i Catalogue of Life.